# Círculo Social

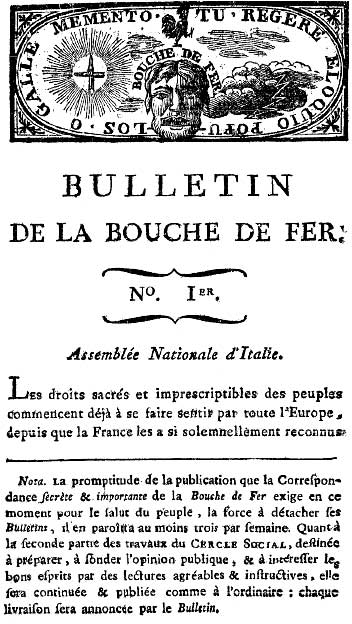
Primera página del periódico La Bouche de fer, editado por el Círculo Social entre 1790 y 1791.

El Círculo Social (Cercle Social, en francés), también conocido como Les Amis de la Vérité ('Los Amigos de la Verdad'), fue una asociación revolucionaria francesa fundada en 1790 por el abate Claude Fauchet y por el francmasón Nicolás de Bonneville. Ambos estaban muy influenciados por Rousseau, por lo que el Círculo defendió la democracia y la implantación de una serie de reformas que permitieran alcanzar la igualdad social. Para difundir sus ideas editó un periódico entre 1790 y 1791 titulado La Bouche de fer cuyo principal redactor fue Bonneville.

## Historia
Tanto Fauchet como Bonneville eran seguidores de Rousseau y formaron parte del sector democrático de la Comuna de París, que detentó el poder en la capital tras el triunfo de la revolución en julio de 1789. Al año siguiente fundaron el Círculo Social, justificando la elección de estas dos palabras «tan dulces» del siguiente modo: «social», significaba «en interés de la sociedad», y «círculo» era «el símbolo de la igualdad». Su objetivo era constituirse en una «tribuna» del pueblo que vigilara las tareas de la Asamblea Nacional Constituyente y las acciones del gobierno.
Al principio se concibió como una organización con un número limitado de miembros, pero pronto se abrió a más gente al convertirse en una Federación de Amigos de la Verdad cuyo objetivo era «la unión de todos los pueblos y todos los individuos que habitan la tierra en una única familia de hermanos ligados por la inclinación de cada uno al bien general», en el que se puede apreciar la huella de Rousseau. Especialmente tras la aprobación del sufragio censitario por la Asamblea Nacional Constituyente y tras la fracasada fuga de Varennes del rey Luis XVI en julio de 1791, el Círculo se convirtió en uno de los principales defensores de la causa democrática y republicana.
fundador, junto con Nicolás de Bonneville del Círculo Social.]]
Rousseau también era la principal referencia en cuanto al modelo social igualitario que propugnaban. «En una sociedad bien ordenada todos los derechos son comunes. La santa soberanía debe orientarse de forma que todos posean algo y que nadie tenga demasiado», escribió Fauchet en el número 22 de La Bouche de Fer (noviembre de 1790). Para conseguirlo defendía que «el derecho que todo particular tiene sobre sus bienes está siempre subordinado al derecho que la comunidad tiene sobre todos, sin lo cual no habría ni solidez en el vínculo social, ni fuerza real en el vínculo de la soberanía». Asimismo se debía asegurar a todos «una subsistencia suficiente», parcelando la tierra en lotes iguales y confiscando «todo lo que de inútil» y «superfluo» posean los ricos, porque «si cualquier hombre, en cualquier lugar, no tiene asegurado por la Constitución el vivir con suficientes medios de vida, no hay en absoluto Constitución, la naturaleza es violada y la libertad no existe» —en esto Fauchet coincidía con el enragé Jacques Roux—. Eran unas ideas que Fauchet había esbozado por primera vez en Sobre la religión nacional, obra publicada en 1789, antes del nacimiento del Círculo. «Es preciso cerrar las tres grandes fuentes de crímenes: la extrema riqueza, la extrema miseria y sobre todo la ociosidad», había escrito.
En el verano de 1791 Bonneville publicó Sobre el espíritu de las religiones, que el historiador Albert Soboul considera el «punto culminante alcanzado por los ideólogos del Círculo Social en la evolución de su crítica a la propiedad». En esta obra Bonneville proponía como «el único medio de llegar a la gran comunión social» «dividir las herencias territoriales en partes iguales y determinadas entre los hijos del difunto y llamar para el reparto del resto a todos los demás parientes», aunque reconocía que aun así se estaría muy lejos de alcanzar la justicia y de eliminar las secuelas del «pecado original»: la propiedad. «El pecado de origen o pecado original, ¿puede ser, para un Amigo de la Verdad, otra cosa que las funestas consecuencias de esas leyes tiránicas y crueles que condenan a un hombre, ya desde su cuna, a sufrir todas las afrentas y todos los tormentos que acechan a los pobres?». A pesar de ello fue acusado por Jacques Mallet du Pan de preconizar el reparto de la tierra, a lo que Bonneville respondió: «Entre pedir una ley agraria y solicitar una gran previsión en las leyes de la herencia que conducirían insensiblemente a la disminución de tantas propiedades escandalosas, hay una enorme diferencia». Así pues, como ha señalado Albert Soboul, los planteamientos del Círculo Social se limitaban a «la reivindicación de una reforma del sistema de herencias».
Por otro lado, tanto Fauchet como Bonneville consideraron el cristianismo primitivo un sistema superior a otros habidos en la Antigüedad al afirmar que «la tierra, así como el aire, no son propiedad de nadie y sus frutos son de todo el mundo».

## Valoración
Karl Marx y Friedrich Engels consideraron al Círculo Social uno de los eslabones que condujeron al resurgimiento de la «idea comunista». Así lo afirmaron en La Sagrada Familia (1845):

La Revolución francesa hizo salir a la luz ideas que llevan mucho más allá que las del antiguo estado de cosas. El movimiento revolucionario que comenzó en 1789 en el Círculo Social, que tuvo como representantes principales, a lo largo de su evolución, a Leclerc y Roux (los enragés), y sucumbió momentáneamente tras la conspiración de Babeuf, hizo surgir la idea comunista que Buonarrotti reintroduciría en Francia, después de la Revolución de 1830. Esta idea, consecuentemente elaborada y desarrollada, es la idea del nuevo orden universal de cosas